# Fernando Areán
Fernando José „El Nano“ Areán (* 16. Februar 1942; † 3. Juli 2011) war ein argentinischer Fußballspieler und ‑trainer.

## Sportlicher Werdegang
Areán spielte in der ersten Hälfte der 1960er Jahre für den Club Atlético San Lorenzo de Almagro, für den er 45 Meisterschaftsspiele bestritt und dabei zehn Tore erzielte. Die von ihm an der Seite von Héctor Veira, Roberto Telch, Narciso Horacio Doval und Victorio Casa gebildete Offensive ging als „Los Carasucias“ in die Vereinsgeschichte ein. 1966 wechselte er zum CA Banfield, den er nach nur einem Jahr wieder verließ, als ihn sein Landsmann Antonio Imbelloni zu dem von ihm trainierten kolumbianischen Klub Millonarios FC holte. An der Seite unter anderem von Efraín Sánchez, Julio Edgar Gaviria, des ehemaligen Weltmeisters Oreco und seines argentinischen Landsmanns José María Ferrero stand er mit dem Klub in den folgenden drei Spielzeiten stets unter den besten Mannschaften des Landes, musste aber regelmäßig im Titelkampf dem seinerzeitigen Serienmeister Deportivo Cali den Vortritt lassen. Für die Herbstserie 1970 wechselte er zu dessen Lokalrivalen América de Cali, ab Anfang 1971 ließ er bei Cúcuta Deportivo seine Karriere ausklingen.
Nach seinem Karriereende arbeitete Areán in den 1980er Jahren im Trainerstab seines ehemaligen Mitspielers Veira, mit dem er bei San Lorenzo und River Plate zusammen wirkte. 1986 gewann er als Assistenztrainer mit River Plate nach zwei Siegen gegen seinen Ex-Klub América de Cali in den Endspielen die Copa Libertadores und anschließend durch einen 1:0-Erfolg über Steaua Bukarest nach einem Tor von Antonio Alzamendi auch den Weltpokal. Später war er Trainer bei verschiedenen weiteren argentinischen Vereinen, u. a. bei CA San Lorenzo de Almagro.